# مسابقات قهرمانی بسکتبال آسیا ۲۰۰۹
مسابقات قهرمانی بسکتبال آسیا ۲۰۰۹ بیست و پنجمین دورهٔ قهرمانی آسیا برای مردان می‌باشد که از ۶ تا ۱۶ اوت در تیانجین، چین برگزار گردید. این رویداد، انتخابی جام جهانی ۲۰۱۰ نیز بود. ایران موفق شد با شکست دادن میزبان، چین با حساب ۷۰–۵۲ در رقابت نهایی، دومین قهرمانی خود را تجربه کند، البته چین، یائو مینگ فوق ستارهٔ NBA خودش را که به دلیل مصدومیت بازی‌های فصل ۲۰۰۸–۲۰۰۹ ان‌بی‌ای را از دست داده بود در این مسابقات در اختیار نداشت. در دیدار کسب نشان برنز، اردن ۸۰–۶۶ لبنان را شکست داد و به عنوان سومین و آخرین تیم راه‌یافته به مسابقات قهرمانی جهان ۲۰۱۰ فیبا معرفی شد. هر دو تیم ایران و اردن برای نخستین بار به مسابقات جهانی فیبا صعود کردند در حالی که چین برای هشتمین بار در ۹ دورهٔ گذشته به رقابت‌های جهانی راه یافت. لبنان نتوانست به صورت مستقیم برای سومین بار پیاپی به مسابقات جهانی صعود کند، با این حال فیبا با اهدای وایلد کارت خود به آن‌ها جواز حضور در جام جهانی ۲۰۱۰ را داد. حامد حدادی سنتر تیم ایران با ثبت میانگین ۱۵٫۸ امتیاز، ۱۳٫۱ ریباند و ۴ دفاع در هر بازی، برای دومین بار در دو دورهٔ پیاپی به عنوان باارزش‌ترین بازیکن رقابت‌ها دست یافت.

## انتخابی
| شرق آسیا (۱+۲) | خلیج فارس (۲+۲)   | مرکز آسیا (۲+۲) | جنوب شرق آسیا (۲) | غرب آسیا (۱+۲) |
| -------------- | ----------------- | --------------- | ----------------- | -------------- |
| چین            | قطر               | هند             | فیلیپین           | اردن           |
| کرهٔ جنوبی      | کویت              | قزاقستان        | اندونزی           | ایران          |
| ژاپن           | امارات متحدهٔ عربی | سری‌لانکا        |                   | لبنان          |
|                | بحرین *           | ازبکستان        |                   |                |

*
 تایوان که در مرحلهٔ انتخابی در منطقهٔ آسیای شرقی با کسب مکان چهارم پس از کره جنوبی، ژاپن و چین به کار خود پایان داد، پس از کناره‌گیری بحرین از منطقهٔ خلیج فارس، با اهدای وایلد کارت جواز حضور در مسابقات را به دست آورد.

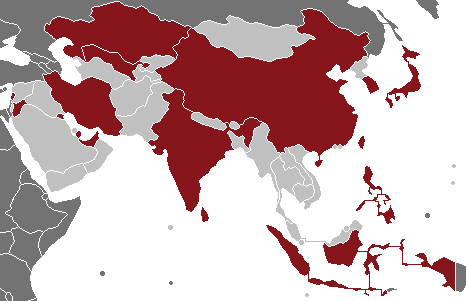
کشورهای شرکت‌کننده

قهرمان جام استانکوویچ فیبا آسیا ۲۰۰۸ به همراه دو تیم برتر مسابقات منطقه‌ای و چین به عنوان میزبان به صورت مستقیم به رقابت‌ها راه یافتند. در غرب و مرکز آسیا تیم‌ها بدون انجام بازی گزینشی به رقابت‌ها راه پیدا کردند زیرا تعداد تیم‌های متقاضی برای حضور در دور انتخابی در این دو منطقه کم بود.
با کناره‌گیری بحرین، فیبا آسیا چین تایپه را به عنوان جانشین بحرین برگزید تا رقابت‌ها با شرکت ۱۶ تیم انجام شود.
این نخستین دوره‌ای بود که هنگ کنگ در رقابت‌ها شرکت نداشت، پیش از این، آن‌ها از نخستین دورهٔ بازی‌ها در مانیل، همیشه در رقابت‌ها حاضر بودند. از بین تیم‌های مسابقات دورهٔ گذشته در ۲۰۰۷، تنها هنگ کنگ و سوریه در این دوره غایب بودند. به جای این دو، ازبکستان پس از غیبت چهارساله و سریلانکا که برای نخستین بار از سال ۱۹۹۵ در این رویداد حاضر می‌شد، در این نسخه از مسابقات شرکت کردند.
همچنین این سومین بار در قرن بیست و یکم بود که سرزمین چین، میزبان این رقابت‌ها می‌شد. پیشتر شانگهای در سال ۲۰۰۱ و هاربین در سال ۲۰۰۳ میزبانی را تجربه کرده بودند.

## قرعه‌کشی
قرعه‌کشی در ۱۷ ژوئن در تیانجین برگزار گردید.
| گروه A                                | گروه B                           | گروه C                     | گروه D                                     |
| ------------------------------------- | -------------------------------- | -------------------------- | ------------------------------------------ |
| کرهٔ جنوبی · ژاپن · فیلیپین · سری‌لانکا | ایران · تایوان · کویت · ازبکستان | قزاقستان · قطر · هند · چین | لبنان · اردن · اندونزی · امارات متحدهٔ عربی |

## دور مقدماتی

### گروه A
| تیم       | بازی | برد | باخت | امتیاز برده | امتیاز باخته | تفاضل | امتیازات |
| --------- | ---- | --- | ---- | ----------- | ------------ | ----- | -------- |
| کرهٔ جنوبی | ۳    | ۳   | ۰    | ۲۸۶         | ۱۸۴          | ۱۰۲+  | ۶        |
| فیلیپین   | ۳    | ۲   | ۱    | ۲۴۹         | ۱۶۹          | ۸۰+   | ۵        |
| ژاپن      | ۳    | ۱   | ۲    | ۲۹۱         | ۲۱۸          | ۷۳+   | ۴        |
| سری‌لانکا  | ۳    | ۰   | ۳    | ۱۳۰         | ۳۸۵          | ۲۵۵–  | ۳        |

| ۶ اوت ۹:۰۰ |

| Report |

| فیلیپین                                                        | ۱۱۵–۳۱ | سری‌لانکا                                                                     |
| امتیاز بر پایه وقت: ۲۸–۹, ۱۶–۸, ۴۲–۹, ۲۹–۵                     |        |                                                                              |
| امتیاز: Dillinger ۲۱ ریباند: Taulava ۱۳ پاس : Miller, Baguio ۵ |        | امتیاز: Rajapakshe, Fernando ۸ ریباند: Randima, Fernando ۴ پاس: Rajapakshe ۲ |

| ۶ اوت ۱۴:۰۰ |

| Report |

| کرهٔ جنوبی                                                                    | ۹۵–۷۴ | ژاپن                                                             |
| امتیاز بر پایه وقت: ۲۷–۱۲, ۲۳–۱۹, ۲۸–۱۲, ۱۷–۳۱                               |       |                                                                  |
| امتیاز: Yang H.J. ۲۳ ریباند: Kim J.S. ۶ پاس : Lee J.S., Lee K.S., Kim J.S. ۳ |       | امتیاز: Yamada ۲۱ ریباند: Yamada, Takeuchi, Amino ۵ پاس: Okada ۲ |

| ۷ اوت ۹:۰۰ |

| Report |

| کرهٔ جنوبی                                              | ۱۲۲–۵۴ | سری‌لانکا                                                   |
| امتیاز بر پایه وقت: ۴۰–۱۶, ۲۵–۷, ۳۲–۱۵, ۲۵–۱۶          |        |                                                            |
| امتیاز: Lee K.S. ۲۸ ریباند: Oh S.K. ۷ پاس : Joo H.J. ۶ |        | امتیاز: Yasarathna ۱۴ ریباند: Fernando ۶ پاس: Rajapakshe ۴ |

| ۷ اوت ۲۱:۰۰ |

| Report |

| ژاپن                                                    | ۶۹–۷۸ | فیلیپین                                                              |
| امتیاز بر پایه وقت: ۲۲–۱۷, ۱۹–۱۸, ۱۲–۲۱, ۱۶–۲۲          |       |                                                                      |
| امتیاز: Yamada ۱۶ ریباند: Takeuchi ۱۳ پاس : Kashiwagi ۲ |       | امتیاز: Thoss ۱۵ ریباند: Taulava, Thoss ۸ پاس: Helterbrand, Miller ۴ |

| ۸ اوت ۱۴:۰۰ |

| Report |

| سری‌لانکا                                                                                    | ۴۵–۱۴۸ | ژاپن                                               |
| امتیاز بر پایه وقت: ۱۱–۳۶, ۱۰–۳۶, ۹–۳۵, ۱۵–۴۱                                               |        |                                                    |
| امتیاز: Danawansa ۱۰ ریباند: Randima, Abeysekara, Senanayake ۴ پاس : Rajapakse, Danawansa ۲ |        | امتیاز: Okada ۳۰ ریباند: Amino ۱۲ پاس: Igarashi ۱۲ |

| ۸ اوت ۲۱:۰۰ |

| Report |

| فیلیپین                                            | ۵۶–۶۹ | کرهٔ جنوبی                                                |
| امتیاز بر پایه وقت: ۱۴–۱۷, ۱۱–۱۸, ۱۹–۱۶, ۱۲–۱۸     |       |                                                          |
| امتیاز: Baguio ۱۶ ریباند: Miller ۹ پاس : Norwood ۲ |       | امتیاز: Yang H.J. ۱۴ ریباند: Kim J.S. ۸ پاس: Yang D.G. ۴ |

### گروه B
| تیم      | بازی | برد | باخت | امتیاز برده | امتیاز باخته | تفاضل | امتیازات |
| -------- | ---- | --- | ---- | ----------- | ------------ | ----- | -------- |
| ایران    | ۳    | ۳   | ۰    | ۲۴۷         | ۱۷۴          | ۷۳+   | ۶        |
| تایوان   | ۳    | ۲   | ۱    | ۲۴۲         | ۲۰۰          | ۴۲+   | ۵        |
| کویت     | ۳    | ۱   | ۲    | ۱۶۶         | ۲۳۱          | ۶۵–   | ۴        |
| ازبکستان | ۳    | ۰   | ۳    | ۲۰۳         | ۲۵۳          | ۵۰–   | ۳        |

| ۶ اوت ۱۶:۰۰ |

| Report |

| ایران                                                  | ۷۱–۶۷ | تایوان                                               |
| امتیاز بر پایه وقت: ۱۷–۱۴, ۱۹–۱۹, ۱۶–۲۰, ۱۹–۱۴         |       |                                                      |
| امتیاز: Haddadi ۲۲ ریباند: Haddadi ۱۳ پاس : Nikkhah ۱۱ |       | امتیاز: Wu T.H. ۱۶ ریباند: Tien L. ۷ پاس: Lee H.L. ۶ |

| ۶ اوت ۲۱:۰۰ |

| Report |

| کویت                                                      | ۶۹–۶۴ | ازبکستان                                             |
| امتیاز بر پایه وقت: ۱۶–۱۵, ۱۵–۱۶, ۱۹–۲۳, ۱۹–۱۰            |       |                                                      |
| امتیاز: Al-Rabah ۱۹ ریباند: Ashkanani ۱۰ پاس : Al-Rabah ۵ |       | امتیاز: Kozlov ۲۵ ریباند: Juginisov ۹ پاس: Shatrov ۴ |

| ۷ اوت ۱۶:۰۰ |

| Report |

| تایوان                                                  | ۷۳–۵۱ | کویت                                                    |
| امتیاز بر پایه وقت: ۲۱–۸, ۱۵–۱۷, ۲۰–۱۰, ۱۷–۱۶           |       |                                                         |
| امتیاز: Yang C.M. ۲۴ ریباند: Wu C.L. ۱۰ پاس : Su I.C. ۶ |       | امتیاز: Ashkanani ۱۳ ریباند: Al-Hamidi ۷ پاس: Mohanna ۴ |

| ۷ اوت ۲۱:۰۰ |

| Report |

| ایران                                                                  | ۸۲–۶۱ | ازبکستان                                                               |
| امتیاز بر پایه وقت: ۲۳–۱۷, ۱۷–۱۶, ۳۲–۱۲, ۱۰–۱۶                         |       |                                                                        |
| امتیاز: Kamrani ۲۳ ریباند: Sahakian ۷ پاس : Kamrani, Akbari, Nikkhah ۲ |       | امتیاز: Denisov ۱۳ ریباند: Juginisov ۸ پاس: Gusev, Nuraliev, Rahimov ۲ |

| ۸ اوت ۱۱:۰۰ |

| Report |

| ازبکستان                                            | ۷۸–۱۰۲ | تایوان                                                    |
| امتیاز بر پایه وقت: ۱۰–۲۳, ۱۹–۲۹, ۱۸–۲۷, ۳۱–۲۳      |        |                                                           |
| امتیاز: Kozlov ۲۵ ریباند: Safarov ۱۱ پاس : Kozlov ۴ |        | امتیاز: Chang T.H. ۲۲ ریباند: Tseng W.T. ۶ پاس: Su I.C. ۷ |

| ۸ اوت ۱۶:۰۰ |

| Report |

| کویت                                                        | ۴۶–۹۴ | ایران                                              |
| امتیاز بر پایه وقت: ۱۱–۲۷, ۱۳–۲۱, ۱۰–۲۰, ۱۲–۲۶              |       |                                                    |
| امتیاز: Ashkanani ۱۰ ریباند: Ashkanani ۷ پاس : هفت بازیکن ۱ |       | امتیاز: Nikkhah ۲۱ ریباند: Sahakian ۹ پاس: Amini ۴ |

### گروه C
| تیم      | بازی | برد | باخت | امتیاز برده | امتیاز باخته | تفاضل | امتیازات |
| -------- | ---- | --- | ---- | ----------- | ------------ | ----- | -------- |
| چین      | ۳    | ۳   | ۰    | ۲۸۷         | ۱۶۶          | ۱۲۱+  | ۶        |
| قطر      | ۳    | ۲   | ۱    | ۲۳۳         | ۲۲۴          | ۹+    | ۵        |
| قزاقستان | ۳    | ۱   | ۲    | ۱۹۲         | ۲۲۳          | ۳۱–   | ۴        |
| هند      | ۳    | ۰   | ۳    | ۱۹۱         | ۲۹۰          | ۹۹–   | ۳        |

| ۶ اوت ۱۱:۰۰ |

| Report |

| قزاقستان                                                     | ۶۲–۷۷ | قطر                                                        |
| امتیاز بر پایه وقت: ۱۲–۱۵, ۱۸–۲۳, ۱۳–۱۵, ۱۹–۲۴               |       |                                                            |
| امتیاز: Tyutyunik ۱۹ ریباند: Ponomarev ۱۰ پاس : Yargaliyev ۳ |       | امتیاز: Abdulrahman ۲۰ ریباند: Abdelqader ۱۱ پاس: Ismail ۴ |

| ۶ اوت ۱۹:۰۰ |

| Report |

| هند                                                 | ۴۹–۱۲۱ | چین                                                                  |
| امتیاز بر پایه وقت: ۱۱–۳۶, ۱۰–۲۶, ۱۳–۳۰, ۱۵–۲۹      |        |                                                                      |
| امتیاز: Koroth ۱۴ ریباند: Dinesh ۸ پاس : T. Singh ۳ |        | امتیاز: Hu X.F., Yi J.L., Su W. ۱۶ ریباند: Wang Z.Z. ۷ پاس: Liu W. ۴ |

| ۷ اوت ۱۹:۰۰ |

| Report |

| قزاقستان                                                  | ۵۶–۷۴ | چین                                                                     |
| امتیاز بر پایه وقت: ۱۴–۲۶, ۱۱–۱۳, ۱۱–۱۴, ۲۰–۲۱            |       |                                                                         |
| امتیاز: Ponomarev ۱۵ ریباند: Ponomarev ۸ پاس : Voyeikov ۲ |       | امتیاز: Yi J.L., Wang Z.Z. ۱۷ ریباند: Wang Z.Z. ۱۴ پاس: Sun Y.، Du F. ۳ |

| ۷ اوت ۱۹:۰۰ |

| Report |

| قطر                                             | ۹۵–۷۰ | هند                                                                       |
| امتیاز بر پایه وقت: ۲۴–۱۸, ۲۵–۱۷, ۲۰–۲۰, ۲۶–۱۵  |       |                                                                           |
| امتیاز: Musa ۲۰ ریباند: Turki ۹ پاس : Suliman ۴ |       | امتیاز: T. Singh ۱۷ ریباند: Mathew ۶ پاس: Kadam, Bhriguvanshi, J. Singh ۲ |

| ۸ اوت ۱۹:۰۰ |

| Report |

| چین                                                                      | ۹۲–۶۱ | قطر                                                |
| امتیاز بر پایه وقت: ۲۳–۱۲, ۲۶–۱۶, ۲۷–۹, ۱۶–۲۴                            |       |                                                    |
| امتیاز: Liu W.، Wang Z.Z. ۱۵ ریباند: Wang Z.Z. ۸ پاس : Hu X.F., Liu W. ۴ |       | امتیاز: El-Sayad ۱۶ ریباند: El-Sayad ۷ پاس: Musa ۵ |

| ۸ اوت ۱۹:۰۰ |

| Report |

| هند                                                      | ۷۲–۷۴ | قزاقستان                                                |
| امتیاز بر پایه وقت: ۱۵–۱۶, ۱۴–۱۷, ۲۰–۲۸, ۲۳–۱۳           |       |                                                         |
| امتیاز: Bhriguvanshi ۲۶ ریباند: J. Singh ۶ پاس : Kadam ۴ |       | امتیاز: Ponomarev ۱۸ ریباند: Ponomarev ۱۳ پاس: Ismail ۵ |

### گروه D
| تیم               | بازی | برد | باخت | امتیاز برده | امتیاز باخته | تفاضل | امتیازات |
| ----------------- | ---- | --- | ---- | ----------- | ------------ | ----- | -------- |
| اردن              | ۳    | ۳   | ۰    | ۲۶۸         | ۱۸۱          | ۸۷+   | ۶        |
| لبنان             | ۳    | ۲   | ۱    | ۲۹۸         | ۱۵۸          | ۱۴۰+  | ۵        |
| امارات متحدهٔ عربی | ۳    | ۱   | ۲    | ۱۷۳         | ۲۵۰          | ۷۷–   | ۴        |
| اندونزی           | ۳    | ۰   | ۳    | ۱۴۶         | ۲۹۶          | ۱۵۰–  | ۳        |

| ۶ اوت ۱۹:۰۰ |

| Report |

| اندونزی                                                       | ۶۳–۶۸ (OT) | امارات متحدهٔ عربی                                    |
| امتیاز بر پایه وقت: ۱۷–۲۰, ۱۵–۱۲, ۹–۹, ۱۷–۱۷, وقت اضافه: ۵–۱۰ |            |                                                      |
| امتیاز: Chandra ۱۵ ریباند: Poedjakesuma ۱۴ پاس : Sebayang ۴   |            | امتیاز: Al-Zaabi ۱۹ ریباند: Mohamed ۱۰ پاس: Khamis ۴ |

| ۶ اوت ۲۱:۰۰ |

| Report |

| لبنان                                                      | ۶۷–۸۴ | اردن                                                 |
| امتیاز بر پایه وقت: ۱۴–۲۱, ۱۸–۱۴, ۱۸–۲۷, ۱۷–۲۲             |       |                                                      |
| امتیاز: Freije ۱۷ ریباند: Vroman ۸ پاس : Vroman, Beshara ۴ |       | امتیاز: Wright ۲۳ ریباند: Z. Abbas ۱۰ پاس: Daghlas ۳ |

| ۷ اوت ۱۱:۰۰ |

| Report |

| اردن                                                    | ۱۰۵–۴۷ | اندونزی                                                     |
| امتیاز بر پایه وقت: ۲۱–۱۷, ۲۶–۵, ۲۶–۱۲, ۳۲–۱۳           |        |                                                             |
| امتیاز: I. Abbas ۲۳ ریباند: I. Abbas ۱۹ پاس : Al-Sous ۵ |        | امتیاز: Purwanto ۸ ریباند: Wijaya, Thoyib ۵ پاس: Purwanto ۲ |

| ۷ اوت ۱۴:۰۰ |

| Report |

| لبنان                                                                            | ۱۰۸–۳۸ | امارات متحدهٔ عربی                                     |
| امتیاز بر پایه وقت: ۳۴–۱۳, ۱۹–۱۴, ۲۵–۱۱, ۳۰–۰                                    |        |                                                       |
| امتیاز: Vroman, El Khatib ۱۹ ریباند: Vroman, Freije, El Khatib ۷ پاس : Mahmoud ۵ |        | امتیاز: Al-Nuaimi ۱۳ ریباند: Al-Zaabi ۵ پاس: Khamis ۲ |

| ۸ اوت ۹:۰۰ |

| Report |

| امارات متحدهٔ عربی                                                | ۶۷–۷۹ | اردن                                                   |
| امتیاز بر پایه وقت: ۱۸–۱۴, ۱۱–۲۶, ۱۸–۱۶, ۲۰–۲۳                   |       |                                                        |
| امتیاز: Al-Nuaimi ۱۸ ریباند: Mohamed ۵ پاس : Sultan, Al-Nuaimi ۲ |       | امتیاز: Z. Abbas ۱۶ ریباند: Z. Abbas ۱۲ پاس: Daghlas ۴ |

| ۸ اوت ۲۱:۰۰ |

| Report |

| اندونزی                                                          | ۳۶–۱۲۳ | لبنان                                                 |
| امتیاز بر پایه وقت: ۱۳–۳۲, ۷–۳۳, ۸–۳۴, ۸–۲۴                      |        |                                                       |
| امتیاز: Indrawan ۹ ریباند: Kurniahu ۵ پاس : Purwanto, Indrawan ۲ |        | امتیاز: El Khatib ۲۹ ریباند: El Khatib ۹ پاس: Fahed ۷ |

## دور دوم
- نتایج و امتیازات به دست آمده در دور مقدماتی، در دور دوم نیز محاسبه گردید.

### گروه E
| تیم       | بازی | برد | باخت | امتیاز برده | امتیاز باخته | تفاضل | امتیازات |
| --------- | ---- | --- | ---- | ----------- | ------------ | ----- | -------- |
| ایران     | ۵    | ۵   | ۰    | ۴۳۶         | ۳۲۸          | ۱۰۸+  | ۱۰       |
| کرهٔ جنوبی | ۵    | ۴   | ۱    | ۳۸۰         | ۳۴۰          | ۴۰+   | ۹        |
| فیلیپین   | ۵    | ۳   | ۲    | ۳۷۴         | ۳۶۷          | ۷+    | ۸        |
| تایوان    | ۵    | ۲   | ۳    | ۳۷۹         | ۳۵۰          | ۲۹+   | ۷        |
| ژاپن      | ۵    | ۱   | ۴    | ۳۷۱         | ۴۲۴          | ۵۳–   | ۶        |
| کویت      | ۵    | ۰   | ۵    | ۲۷۷         | ۴۰۸          | ۱۳۱–  | ۵        |

| ۱۰ اوت ۹:۰۰ |

| Report |

| کرهٔ جنوبی                                               | ۷۸–۵۸ | کویت                                                  |
| امتیاز بر پایه وقت: ۲۵–۱۱, ۷–۱۷, ۲۴–۱۵, ۲۲–۱۵           |       |                                                       |
| امتیاز: Yang H.J. ۱۶ ریباند: Oh S.K. ۸ پاس : Joo H.J. ۵ |       | امتیاز: Mohanna ۱۸ ریباند: Ashkanani ۷ پاس: Mohanna ۲ |

| ۱۰ اوت ۱۴:۰۰ |

| Report |

| ژاپن                                                 | ۷۱–۱۰۱ | ایران                                                         |
| امتیاز بر پایه وقت: ۱۴–۲۹, ۱۸–۲۵, ۲۰–۲۶, ۱۹–۲۱       |        |                                                               |
| امتیاز: Takeuchi ۱۹ ریباند: Takeuchi ۶ پاس : Amino ۵ |        | امتیاز: Nikkhah, Haddadi ۲۲ ریباند: Haddadi ۱۵ پاس: Nikkhah ۶ |

| ۱۰ اوت ۱۶:۰۰ |

| Report |

| فیلیپین                                                 | ۷۷–۷۰ | تایوان                                                     |
| امتیاز بر پایه وقت: ۱۶–۲۱, ۱۷–۱۴, ۲۹–۱۹, ۱۵–۱۶          |       |                                                            |
| امتیاز: Yap ۲۳ ریباند: پنج بازیکن ۵ پاس : Helterbrand ۵ |       | امتیاز: Tseng W.T. ۲۱ ریباند: Lin C.C. ۹ پاس: Tseng W.T. ۲ |

| ۱۱ اوت ۱۱:۰۰ |

| Report |

| ایران                                                 | ۸۸–۷۸ | فیلیپین                                                        |
| امتیاز بر پایه وقت: ۲۷–۱۴, ۲۴–۲۰, ۲۳–۲۴, ۱۴–۲۰        |       |                                                                |
| امتیاز: Nikkhah ۲۵ ریباند: Haddadi ۱۶ پاس : Haddadi ۵ |       | امتیاز: Yap, Miller ۱۴ ریباند: Miller ۹ پاس: Aguilar, Baguio ۲ |

| ۱۱ اوت ۱۴:۰۰ |

| Report |

| کویت                                                                 | ۵۱–۷۸ | ژاپن                                                     |
| امتیاز بر پایه وقت: ۰–۱۷, ۱۷–۲۵, ۲۰–۱۹, ۱۴–۱۷                        |       |                                                          |
| امتیاز: Al-Rabah ۱۰ ریباند: Al-Khabbaz ۷ پاس : A.A. Faleh, Mohanna ۲ |       | امتیاز: Amino ۱۷ ریباند: Takeuchi ۱۲ پاس: Okada, Orimo ۳ |

| ۱۱ اوت ۱۶:۰۰ |

| Report |

| تایوان                                                   | ۷۰–۷۲ | کرهٔ جنوبی                                                 |
| امتیاز بر پایه وقت: ۱۹–۲۵, ۱۶–۱۸, ۱۵–۹, ۲۰–۲۰            |       |                                                           |
| امتیاز: Chang T.H. ۱۷ ریباند: Tien L. ۹ پاس : Lin C.C. ۴ |       | امتیاز: Kim J.S. ۲۰ ریباند: Yang H.J. ۱۵ پاس: Yang D.G. ۴ |

| ۱۲ اوت ۹:۰۰ |

| Report |

| فیلیپین                                                            | ۸۵–۷۱ | کویت                                                                         |
| امتیاز بر پایه وقت: ۱۷–۱۳, ۲۳–۱۶, ۲۰–۲۲, ۲۵–۲۰                     |       |                                                                              |
| امتیاز: Baguio ۱۴ ریباند: Taulava ۱۰ پاس : Raymundo, Helterbrand ۲ |       | امتیاز: Al-Rabah, Ashkanani ۲۰ ریباند: Ashkanani ۸ پاس: Mohanna, Ashkanani ۲ |

| ۱۲ اوت ۱۴:۰۰ |

| Report |

| ژاپن                                                                   | ۷۹–۹۹ | تایوان                                                         |
| امتیاز بر پایه وقت: ۲۲–۲۹, ۲۱–۲۰, ۱۰–۲۴, ۲۶–۲۶                         |       |                                                                |
| امتیاز: Igarashi, Takeuchi ۱۸ ریباند: Takeuchi ۷ پاس : Igarashi, Ito ۴ |       | امتیاز: Tseng W.T. ۲۰ ریباند: Tseng W.T. ۱۰ پاس: چهار بازیکن ۳ |

| ۱۲ اوت ۲۱:۰۰ |

| Report |

| کرهٔ جنوبی                                                            | ۶۶–۸۲ | ایران                                             |
| امتیاز بر پایه وقت: ۱۹–۱۸, ۱۲–۲۶, ۱۸–۱۸, ۱۷–۲۰                       |       |                                                   |
| امتیاز: Yang D.G. ۱۳ ریباند: Yang D.G. ۵ پاس : Lee J.S., Yang D.G. ۴ |       | امتیاز: Afagh ۲۴ ریباند: Haddadi ۱۶ پاس: Davari ۵ |

### گروه F
| تیم               | بازی | برد | باخت | امتیاز برده | امتیاز باخته | تفاضل | امتیازات |
| ----------------- | ---- | --- | ---- | ----------- | ------------ | ----- | -------- |
| چین               | ۵    | ۵   | ۰    | ۴۰۸         | ۳۲۷          | ۸۱+   | ۱۰       |
| اردن              | ۵    | ۴   | ۱    | ۴۱۸         | ۳۶۳          | ۵۵+   | ۹        |
| لبنان             | ۵    | ۳   | ۲    | ۴۲۱         | ۳۱۲          | ۱۰۹+  | ۸        |
| قطر               | ۵    | ۲   | ۳    | ۳۵۲         | ۳۴۶          | ۶+    | ۷        |
| قزاقستان          | ۵    | ۱   | ۴    | ۳۳۸         | ۴۱۰          | ۷۲–   | ۶        |
| امارات متحدهٔ عربی | ۵    | ۰   | ۵    | ۲۶۵         | ۴۴۴          | ۱۷۹–  | ۵        |

| ۱۰ اوت ۱۱:۰۰ |

| Report |

| قزاقستان                                                             | ۸۰–۹۸ | اردن                                                                  |
| امتیاز بر پایه وقت: ۱۹–۲۳, ۲۱–۲۷, ۲۰–۲۴, ۲۰–۲۴                       |       |                                                                       |
| امتیاز: Tyutyunik, Ponomarev ۲۴ ریباند: Tyutyunik ۷ پاس : Voyeikov ۳ |       | امتیاز: Wright ۲۹ ریباند: Wright, Z. Abbas, I. Abbas ۴ پاس: Daghlas ۴ |

| ۱۰ اوت ۱۹:۰۰ |

| Report |

| چین                                                  | ۸۲–۵۹ | امارات متحدهٔ عربی                                                |
| امتیاز بر پایه وقت: ۲۷–۱۰, ۱۶–۱۶, ۱۵–۲۱, ۲۴–۱۲       |       |                                                                  |
| امتیاز: Yi J.L. ۱۸ ریباند: Yi J.L. ۱۱ پاس : Liu W. ۵ |       | امتیاز: Al-Zaabi ۲۰ ریباند: Al-Zaabi, Mohamed ۶ پاس: Al-Nuaimi ۶ |

| ۱۰ اوت ۲۱:۰۰ |

| Report |

| قطر                                                          | ۶۳–۷۳ | لبنان                                               |
| امتیاز بر پایه وقت: ۱۸–۲۰, ۱۵–۹, ۱۸–۲۲, ۱۲–۲۲                |       |                                                     |
| امتیاز: Abdulrahman ۱۴ ریباند: Ismail ۱۱ پاس : Abdulrahman ۴ |       | امتیاز: Freije ۱۵ ریباند: Vroman ۸ پاس: El Khatib ۶ |

| ۱۱ اوت ۹:۰۰ |

| Report |

| امارات متحدهٔ عربی                                                  | ۵۶–۸۴ | قزاقستان                                                   |
| امتیاز بر پایه وقت: ۲۱–۱۵, ۱۰–۲۰, ۱۴–۲۲, ۱۱–۲۷                     |       |                                                            |
| امتیاز: Al-Nuaimi, Al-Zaabi ۱۶ ریباند: Al-Zaabi ۳ پاس : Al-Zaabi ۲ |       | امتیاز: Tyutyunik ۲۶ ریباند: Ponomarev ۱۳ پاس: Ponomarev ۳ |

| ۱۱ اوت ۱۹:۰۰ |

| Report |

| لبنان                                                    | ۶۸–۷۱ | چین                                                                        |
| امتیاز بر پایه وقت: ۱۵–۲۰, ۱۳–۱۵, ۱۶–۲۰, ۲۴–۱۶           |       |                                                                            |
| امتیاز: Vroman ۲۵ ریباند: Abdelnour ۱۴ پاس : Abdelnour ۳ |       | امتیاز: Yi J.L., Zhu F.Y. ۱۹ ریباند: Yi J.L. ۱۳ پاس: Zhang Q.P., Yi J.L. ۳ |

| ۱۱ اوت ۲۱:۰۰ |

| Report |

| اردن                                                            | ۷۴–۶۰ | قطر                                                             |
| امتیاز بر پایه وقت: ۲۴–۱۴, ۱۰–۱۱, ۱۴–۱۸, ۲۶–۱۷                  |       |                                                                 |
| امتیاز: Z. Abbas ۲۱ ریباند: Z. Abbas, Al-Khas ۶ پاس : Daghlas ۴ |       | امتیاز: Abdulrahman ۲۴ ریباند: Abdulrahman ۷ پاس: Ismail, Ali ۲ |

| ۱۲ اوت ۱۱:۰۰ |

| Report |

| قطر                                                            | ۹۱–۴۵ | امارات متحدهٔ عربی                                     |
| امتیاز بر پایه وقت: ۲۲–۷, ۲۵–۵, ۲۳–۱۰, ۲۱–۲۳                   |       |                                                       |
| امتیاز: Abdulrahman ۱۸ ریباند: Abdelqader ۹ پاس : Ma. Saleem ۴ |       | امتیاز: Al-Sari ۱۶ ریباند: Al-Hattawi ۶ پاس: Sultan ۲ |

| ۱۲ اوت ۱۶:۰۰ |

| Report |

| قزاقستان                                               | ۵۶–۱۰۵ | لبنان                                                |
| امتیاز بر پایه وقت: ۶–۱۹, ۱۰–۳۲, ۲۲–۲۳, ۱۸–۳۱          |        |                                                      |
| امتیاز: Tyutyunik ۱۲ ریباند: Gavrilov ۸ پاس : Ismail ۴ |        | امتیاز: El Khatib ۲۴ ریباند: Kanaan ۷ پاس: Mahmoud ۸ |

| ۱۲ اوت ۱۹:۰۰ |

| Report |

| چین                                                             | ۸۹–۸۳ | اردن                                                         |
| امتیاز بر پایه وقت: ۲۴–۱۵, ۲۱–۱۹, ۲۵–۲۸, ۱۹–۲۱                  |       |                                                              |
| امتیاز: Yi J.L. ۲۹ ریباند: Yi J.L. ۱۸ پاس : Yi J.L., Zhu F.Y. ۴ |       | امتیاز: Wright ۲۸ ریباند: Hadrab, Adais ۵ پاس: چهار بازیکن ۲ |

## رده‌بندی سیزدهم تا شانزدهم
|  | نیمه‌نهایی | نیمه‌نهایی |    |          | مکان سیزدهم  | مکان سیزدهم |  |
|  |           |           |    |          |              |             |  |
|  | ۱۰ اوت    |           |    |          |              |             |  |
|  | سری‌لانکا  | ۴۷        |    |          |              |             |  |
|  | ازبکستان  | ۹۰        |    |          |              |             |  |
|  |           |           |    |          |              |             |  |
|  |           |           |    |          | ۱۱ اوت       |             |  |
|  |           |           |    |          | ازبکستان     | ۷۳          |  |
|  |           | هند       | ۸۹ |          |              |             |  |
|  |           |           |    |          |              |             |  |
|  |           |           |    |          |              |             |  |
|  |           |           |    |          | مکان پانزدهم |             |  |
|  | ۱۰ اوت    | ۱۰ اوت    |    | ۱۱ اوت   | ۱۱ اوت       |             |  |
|  | هند       | ۹۱        |    | سری‌لانکا | ۴۲           |             |  |
|  | اندونزی   | ۵۲        |    |          | اندونزی      | ۷۴          |  |

### نیمه‌نهایی سیزدهم تا شانزدهم
| ۱۰ اوت ۱۹:۰۰ |

| Report |

| سری‌لانکا                                                                                   | ۴۷–۹۰ | ازبکستان                                                              |
| امتیاز بر پایه وقت: ۱۹–۲۱, ۱۲–۳۲, ۷–۱۹, ۹–۱۸                                               |       |                                                                       |
| امتیاز: Danawansa, Senanayake ۹ ریباند: Rajapakse, Fernando ۶ پاس : Danawansa, Rajapakse ۲ |       | امتیاز: Nuraliev ۲۷ ریباند: Nuraliev ۹ پاس: Gusev, Rahimov, Safarov ۲ |

| ۱۰ اوت ۲۱:۰۰ |

| Report |

| هند                                                          | ۹۱–۵۲ | اندونزی                                                                  |
| امتیاز بر پایه وقت: ۲۳–۹, ۲۲–۸, ۲۶–۱۵, ۲۰–۲۰                 |       |                                                                          |
| امتیاز: J. Singh ۱۸ ریباند: J. Singh ۱۰ پاس : Bhriguvanshi ۶ |       | امتیاز: Purwanto, Chandra, Indrawan ۱۰ ریباند: Chandra ۴ پاس: Sebayang ۲ |

### مکان پانزدهم
| ۱۱ اوت ۱۹:۰۰ |

| Report |

| سری‌لانکا                                                       | ۴۲–۷۴ | اندونزی                                                  |
| امتیاز بر پایه وقت: ۱۰–۲۲, ۱۴–۲۲, ۱۲–۱۵, ۶–۱۵                  |       |                                                          |
| امتیاز: Pushpakumara ۱۲ ریباند: Abeysekara ۸ پاس : Danawansa ۲ |       | امتیاز: Chandra ۱۹ ریباند: Thoyib ۱۴ پاس: Poedjakesuma ۳ |

### مکان سیزدهم
| ۱۱ اوت ۲۱:۰۰ |

| Report |

| ازبکستان                                               | ۷۳–۸۹ | هند                                                |
| امتیاز بر پایه وقت: ۱۷–۲۴, ۲۰–۲۳, ۱۶–۱۹, ۲۰–۲۳         |       |                                                    |
| امتیاز: Gusev, Kozlov ۱۷ ریباند: Yahin ۶ پاس : Gusev ۳ |       | امتیاز: Mathew ۲۴ ریباند: J. Singh ۱۵ پاس: Kadam ۷ |

## رده‌بندی نهم تا دوازدهم
|  | نیمه‌نهایی         | نیمه‌نهایی |    |        | مکان نهم          | مکان نهم |  |
|  |                   |           |    |        |                   |          |  |
|  | ۱۴ اوت            |           |    |        |                   |          |  |
|  | کویت              | ۵۷        |    |        |                   |          |  |
|  | قزاقستان          | ۷۶        |    |        |                   |          |  |
|  |                   |           |    |        |                   |          |  |
|  |                   |           |    |        | ۱۵ اوت            |          |  |
|  |                   |           |    |        | قزاقستان          | ۷۷       |  |
|  |                   | ژاپن      | ۷۳ |        |                   |          |  |
|  |                   |           |    |        |                   |          |  |
|  |                   |           |    |        |                   |          |  |
|  |                   |           |    |        | مکان یازدهم       |          |  |
|  | ۱۴ اوت            | ۱۴ اوت    |    | ۱۵ اوت | ۱۵ اوت            |          |  |
|  | ژاپن              | ۸۶        |    | کویت   | ۶۵                |          |  |
|  | امارات متحدهٔ عربی | ۵۹        |    |        | امارات متحدهٔ عربی | ۶۱       |  |

### نیمه‌نهایی نهم تا دوازدهم
| ۱۴ اوت ۹:۰۰ |

| Report |

| کویت                                                     | ۵۷–۷۶ | قزاقستان                                                    |
| امتیاز بر پایه وقت: ۶–۱۹, ۱۷–۱۳, ۱۵–۲۲, ۱۹–۲۲            |       |                                                             |
| امتیاز: Ashkanani ۲۰ ریباند: Ashkanani ۶ پاس : Mohanna ۵ |       | امتیاز: Tyutyunik ۲۰ ریباند: Ponomarev ۱۳ پاس: Yargaliyev ۳ |

| ۱۴ اوت ۱۱:۰۰ |

| Report |

| ژاپن                                                     | ۸۶–۵۹ | امارات متحدهٔ عربی                                   |
| امتیاز بر پایه وقت: ۲۴–۱۴, ۱۰–۱۹, ۲۱–۱۶, ۳۱–۱۰           |       |                                                     |
| امتیاز: Takeuchi ۲۰ ریباند: Takeuchi ۱۳ پاس : Igarashi ۷ |       | امتیاز: Sultan ۱۵ ریباند: Khamis ۸ پاس: Al-Nuaimi ۳ |

### مکان یازدهم
| ۱۵ اوت ۹:۰۰ |

| Report |

| امارات متحدهٔ عربی                                     | ۶۱–۶۵ | کویت                                                  |
| امتیاز بر پایه وقت: ۱۷–۱۵, ۱۱–۱۲, ۲۳–۱۶, ۱۰–۲۲        |       |                                                       |
| امتیاز: Khamis ۱۵ ریباند: Al-Sari ۷ پاس : Al-Nuaimi ۳ |       | امتیاز: Ashkanani ۲۰ ریباند: Mohanna ۶ پاس: Mohanna ۵ |

### مکان نهم
| ۱۵ اوت ۱۱:۰۰ |

| Report |

| قزاقستان                                                   | ۷۷–۷۳ | ژاپن                                                 |
| امتیاز بر پایه وقت: ۱۷–۱۹, ۱۴–۲۰, ۲۰–۱۶, ۲۶–۱۸             |       |                                                      |
| امتیاز: Ponomarev ۲۲ ریباند: Gavrilov ۱۱ پاس : Ponomarev ۳ |       | امتیاز: Igarashi ۲۰ ریباند: Takeuchi ۱۰ پاس: Amino ۴ |

## دور نهایی
|  | یک‌چهارم نهایی | یک‌چهارم نهایی |        |       | نیمه‌نهایی | نیمه‌نهایی |  |  | نهایی  | نهایی |
|  |               |               |        |       |           |           |  |  |        |       |
|  | ۱۴ اوت        |               |        |       |           |           |  |  |        |       |
|  |               |               |        |       |           |           |  |  |        |       |
|  | قطر           | ۶۵            |        |       |           |           |  |  |        |       |
|  | قطر           | ۶۵            | ۱۵ اوت |       |           |           |  |  |        |       |
|  | ایران         | ۷۵            |        |       |           |           |  |  |        |       |
|  | ایران         | ۷۵            | ایران  | ۷۷    |           |           |  |  |        |       |
|  | ۱۴ اوت        |               | ایران  | ۷۷    |           |           |  |  |        |       |
|  |               | اردن          | ۷۵     |       |           |           |  |  |        |       |
|  | اردن          | اردن          | ۷۵     | ۸۱    |           |           |  |  |        |       |
|  | اردن          |               | ۱۶ اوت | ۸۱    |           |           |  |  |        |       |
|  | فیلیپین       | ۷۰            |        |       |           |           |  |  |        |       |
|  | فیلیپین       | ۷۰            | ایران  | ۷۰    |           |           |  |  |        |       |
|  | ۱۴ اوت        |               | ایران  | ۷۰    |           |           |  |  |        |       |
|  |               | چین           | ۵۲     |       |           |           |  |  |        |       |
|  | تایوان        | چین           | ۵۲     | ۸۳    |           |           |  |  |        |       |
|  | تایوان        | ۱۵ اوت        |        | ۸۳    |           |           |  |  |        |       |
|  | چین           | ۱۰۱           |        |       |           |           |  |  |        |       |
|  | چین           | ۱۰۱           | چین    | ۷۲    | مکان سوم  | مکان سوم  |  |  |        |       |
|  | ۱۴ اوت        |               | چین    | ۷۲    | مکان سوم  | مکان سوم  |  |  |        |       |
|  |               | لبنان         | ۶۸     |       |           |           |  |  |        |       |
|  | کرهٔ جنوبی     | لبنان         | ۶۸     | ۶۵    | اردن      | ۸۰        |  |  |        |       |
|  | کرهٔ جنوبی     |               |        | ۶۵    | اردن      | ۸۰        |  |  |        |       |
|  | لبنان         | ۶۸            |        | لبنان | ۶۶        |           |  |  |        |       |
|  | لبنان         | ۶۸            |        |       | ۶۶        |           |  |  |        |       |
|  |               |               |        |       |           |           |  |  | ۱۶ اوت |       |
|  |               |               |        |       |           |           |  |  |        |       |

|  | نیمه‌نهایی | نیمه‌نهایی |    |         | مکان پنجم | مکان پنجم |  |
|  |           |           |    |         |           |           |  |
|  | ۱۵ اوت    |           |    |         |           |           |  |
|  | فیلیپین   | ۶۵        |    |         |           |           |  |
|  | قطر       | ۸۳        |    |         |           |           |  |
|  |           |           |    |         |           |           |  |
|  |           |           |    |         | ۱۶ اوت    |           |  |
|  |           |           |    |         | قطر       | ۷۹        |  |
|  |           | تایوان    | ۸۷ |         |           |           |  |
|  |           |           |    |         |           |           |  |
|  |           |           |    |         |           |           |  |
|  |           |           |    |         | مکان هفتم |           |  |
|  | ۱۵ اوت    | ۱۵ اوت    |    | ۱۶ اوت  | ۱۶ اوت    |           |  |
|  | کرهٔ جنوبی | ۶۵        |    | فیلیپین | ۸۰        |           |  |
|  | تایوان    | ۷۰        |    |         | کرهٔ جنوبی | ۸۲        |  |

### یک‌چهارم نهایی
| ۱۴ اوت ۱۴:۰۰ |

| Report |

| اردن                                                  | ۸۱–۷۰ | فیلیپین                                        |
| امتیاز بر پایه وقت: ۲۲–۱۷, ۲۳–۱۶, ۲۲–۱۹, ۱۴–۱۸        |       |                                                |
| امتیاز: Wright ۲۱ ریباند: Z. Abbas ۱۶ پاس : Daghlas ۹ |       | امتیاز: Norwood ۱۱ ریباند: Yap ۷ پاس: Miller ۳ |

| ۱۴ اوت ۱۶:۰۰ |

| Report |

| قطر                                                                    | ۶۵–۷۵ | ایران                                              |
| امتیاز بر پایه وقت: ۱۰–۱۲, ۲۰–۱۵, ۱۶–۲۷, ۱۹–۲۱                         |       |                                                    |
| امتیاز: Abdulrahman ۲۳ ریباند: El-Sayed ۷ پاس : Abdulrahman, Suliman ۴ |       | امتیاز: Afagh ۲۶ ریباند: Haddadi ۱۵ پاس: Nikkhah ۵ |

| ۱۴ اوت ۱۹:۰۰ |

| Report |

| تایوان                                                                                 | ۸۳–۱۰۱ | چین                                                             |
| امتیاز بر پایه وقت: ۲۲–۲۸, ۲۳–۲۵, ۱۶–۳۲, ۲۲–۱۶                                         |        |                                                                 |
| امتیاز: Tien L. ۱۷ ریباند: Wu T.H., Lin C.C., Tien L. ۴ پاس : Chang C.F., Tseng W.T. ۴ |        | امتیاز: Yi J.L., Wang Z.Z. ۲۵ ریباند: Yi J.L. ۱۴ پاس: Hu X.F. ۶ |

| ۱۴ اوت ۲۱:۰۰ |

| Report |

| کرهٔ جنوبی                                              | ۶۵–۶۸ | لبنان                                                   |
| امتیاز بر پایه وقت: ۱۸–۱۹, ۱۵–۱۳, ۱۶–۱۷, ۱۶–۱۹         |       |                                                         |
| امتیاز: Kim J.S. ۱۴ ریباند: Ha S.J. ۹ پاس : Kim J.S. ۴ |       | امتیاز: Fahed ۲۱ ریباند: Vroman ۹ پاس: Vroman, Frejie ۲ |

### نیمه‌نهایی پنجم تا هشتم
| ۱۵ اوت ۱۴:۰۰ |

| Report |

| فیلیپین                                                   | ۶۵–۸۳ | قطر                                                   |
| امتیاز بر پایه وقت: ۱۶–۲۳, ۱۶–۲۶, ۸–۱۷, ۲۵–۱۷             |       |                                                       |
| امتیاز: Raymundo ۱۲ ریباند: Pennisi ۶ پاس : Helterbrand ۳ |       | امتیاز: Abdulrahman ۲۳ ریباند: El-Sayad ۱۲ پاس: Ali ۲ |

| ۱۵ اوت ۱۹:۰۰ |

| Report |

| کرهٔ جنوبی                                              | ۶۵–۷۰ | تایوان                                                         |
| امتیاز بر پایه وقت: ۹–۲۰, ۱۸–۱۶, ۱۴–۱۳, ۲۴–۲۱          |       |                                                                |
| امتیاز: Ha S.J. ۲۱ ریباند: Oh S.K. ۹ پاس : Yang D.G. ۴ |       | امتیاز: Tien L. ۱۸ ریباند: Lee H.L., Tien L. ۶ پاس: Lee H.L. ۵ |

### نیمه‌نهایی
| ۱۵ اوت ۱۶:۰۰ |

|  |

| ایران                                                 | ۷۷–۷۵ | اردن                                                |
| امتیاز بر پایه وقت: ۱۷–۱۲, ۲۳–۱۵, ۱۶–۲۷, ۲۱–۲۱        |       |                                                     |
| امتیاز: Nikkhah ۲۳ ریباند: Haddadi ۱۲ پاس : Kamrani ۶ |       | امتیاز: Wright ۱۷ ریباند: Z. Abbas ۱۷ پاس: Wright ۳ |

| ۱۵ اوت ۲۱:۰۰ |

|  |

| چین                                                      | ۷۲–۶۸ | لبنان                                                            |
| امتیاز بر پایه وقت: ۱۴–۱۸, ۲۱–۱۵, ۱۹–۱۶, ۱۸–۱۹           |       |                                                                  |
| امتیاز: Wang Z.Z. ۲۰ ریباند: Wang Z.Z. ۹ پاس : Yi J.L. ۳ |       | امتیاز: Vroman ۲۷ ریباند: Vroman ۱۰ پاس: Vroman, Fahed, Freije ۲ |

### مکان هفتم
| ۱۶ اوت ۱۴:۰۰ |

| Report |

| فیلیپین                                             | ۸۰–۸۲ | کرهٔ جنوبی                                                                   |
| امتیاز بر پایه وقت: ۱۹–۲۶, ۲۴–۱۶, ۱۹–۲۰, ۱۸–۲۰      |       |                                                                             |
| امتیاز: Baguio ۱۷ ریباند: Taulava ۷ پاس : Norwood ۳ |       | امتیاز: Oh S.K. ۳۱ ریباند: Oh S.K. ۱۰ پاس: Lee J.S., Yang D.G., Yang H.J. ۳ |

### مکان پنجم
| ۱۶ اوت ۱۹:۰۰ |

| Report |

| قطر                                                           | ۷۹–۸۷ | تایوان                                                           |
| امتیاز بر پایه وقت: ۲۴–۲۷, ۲۰–۲۱, ۲۲–۱۷, ۱۳–۲۲                |       |                                                                  |
| امتیاز: El-Sayad ۱۹ ریباند: Abdulrahman ۷ پاس : Abdulrahman ۵ |       | امتیاز: Yang C.M. ۱۹ ریباند: Lee H.L., Tien L. ۴ پاس: Lee H.L. ۵ |

### مکان سوم
| ۱۶ اوت ۱۶:۰۰ |

| Report |

| اردن                                                | ۸۰–۶۶ | لبنان                                                       |
| امتیاز بر پایه وقت: ۱۰–۱۹, ۲۶–۹, ۲۰–۱۷, ۲۴–۲۱       |       |                                                             |
| امتیاز: Wright ۲۸ ریباند: Z. Abbas ۹ پاس : Wright ۵ |       | امتیاز: Vroman ۱۸ ریباند: Vroman, El Khatib ۸ پاس: Vroman ۴ |

### نهایی
| ۱۶ اوت ۲۱:۰۰ |

| Report |

| ایران                                            | ۷۰–۵۲ | چین                                                                |
| امتیاز بر پایه وقت: ۲۱–۱۰, ۲۱–۱۵, ۱۴–۱۴, ۱۴–۱۳   |       |                                                                    |
| امتیاز: حدادی ۱۹ ریباند: حدادی ۱۷ پاس : بهرامی ۶ |       | امتیاز: وانگ ژی‌ژی ریباند: یی جیانلیان ۱۱ پاس: لیو وی، وانگ شیپنگ ۲ |

## جدول نهایی
| رتبه | تیم               | رکورد |
| ---- | ----------------- | ----- |
| 1    | ایران             | ۹–۰   |
| 2    | چین               | ۸–۱   |
| 3    | اردن              | ۷–۲   |
| ۴    | لبنان             | ۵–۴   |
| ۵    | تایوان            | ۵–۴   |
| ۶    | قطر               | ۴–۵   |
| ۷    | کرهٔ جنوبی         | ۶–۳   |
| ۸    | فیلیپین           | ۴–۵   |
| ۹    | قزاقستان          | ۴–۴   |
| ۱۰   | ژاپن              | ۳–۵   |
| ۱۱   | کویت              | ۲–۶   |
| ۱۲   | امارات متحدهٔ عربی | ۱–۷   |
| ۱۳   | هند               | ۲–۳   |
| ۱۴   | ازبکستان          | ۱–۴   |
| ۱۵   | اندونزی           | ۱–۴   |
| ۱۶   | سری‌لانکا          | ۰–۵   |

- ایران، چین و اردن به صورت مستقیم به قهرمانی جهان ۲۰۱۰ راه یافتند.
- سپس لبنان با دعوت فیبا و وایلد کارت به قهرمانی جهان ۲۰۱۰ راه یافت.

## جوایز
| قهرمان آسیا ۲۰۰۹      |
| --------------------- |
| · ایران · دومین عنوان |

## صدرنشین‌های آماری
| جایگاه | نام                   | میانگین امتیازات در هر بازی |
| ------ | --------------------- | --------------------------- |
| ۱      | Rasheim Wright        | ۲۰٫۷                        |
| ۲      | Aleksandr Kozlov      | ۱۹٫۴                        |
| ۳      | Yi Jianlian           | ۱۸٫۳                        |
| ۴      | Samad Nikkhah Bahrami | ۱۸٫۰                        |
| ۵      | Saad Abdulrahman      | ۱۷٫۸                        |
| ۶      | Jackson Vroman        | ۱۷٫۱                        |
| ۷      | Alexandr Tyutyunik    | ۱۶٫۸                        |
| ۸      | Wang Zhizhi           | ۱۶٫۷                        |
| ۹      | Vishesh Bhriguvanshi  | ۱۵٫۸                        |
| ۱۰     | Hamed Haddadi         | ۱۵٫۸                        |

| جایگاه | نام             | میانگین ریباندها در هر بازی |
| ------ | --------------- | --------------------------- |
| ۱      | Hamed Haddadi   | ۱۳٫۱                        |
| ۲      | Yi Jianlian     | ۱۰٫۴                        |
| ۳      | Anton Ponomarev | ۹٫۶                         |
| ۴      | Zaid Abbas      | ۸٫۸                         |
| ۵      | Jackson Vroman  | ۸٫۴                         |
| ۶      | Kosuke Takeuchi | ۸٫۲                         |
| ۷      | Wang Zhizhi     | ۷٫۹                         |
| ۸      | Jagdeep Singh   | ۷٫۸                         |
| ۹      | Oshin Sahakian  | ۷٫۷                         |
| ۱۰     | Joji Takeuchi   | ۷٫۲                         |

| جایگاه | نام                   | میانگین پاس‌های منجر به امتیاز در هر بازی |
| ------ | --------------------- | ---------------------------------------- |
| ۱      | Samad Nikkhah Bahrami | ۴٫۸                                      |
| ۲      | Sam Daghlas           | ۴٫۱                                      |
| ۳      | Kei Igarashi          | ۳٫۶                                      |
| ۴      | Sambhaji Kadam        | ۳٫۲                                      |
| ۵      | Mehdi Kamrani         | ۳٫۰                                      |
| ۵      | Lee Jung-suk          | ۳٫۰                                      |
| ۷      | Shayee Mohanna        | ۲٫۹                                      |
| ۸      | Liu Wei               | ۲٫۸                                      |
| ۹      | Fadi El Khatib        | ۲٫۷                                      |
| ۹      | Lee Hsueh-lin         | ۲٫۷                                      |
| ۹      | Yang Dong-geun        | ۲٫۷                                      |
| ۹      | Yi Jianlian           | ۲٫۷                                      |

| جایگاه | نام                  | میانگین توپ ربایی‌ها در هر بازی |
| ------ | -------------------- | ------------------------------ |
| ۱      | مهدی کامرانی         | ۲٫۹                            |
| ۲      | Talwinderjit Singh   | ۲٫۴                            |
| ۳      | Lee Hsueh-lin        | ۲٫۳                            |
| ۴      | Saad Abdulrahman     | ۲٫۲                            |
| ۵      | Rasheim Wright       | ۲٫۱                            |
| ۶      | حامد آفاق            | ۲٫۰                            |
| ۶      | Yang Hee-jong        | ۲٫۰                            |
| ۸      | Younis Khamis        | ۱٫۹                            |
| ۹      | Kelly Purwanto       | ۱٫۸                            |
| ۹      | Vishesh Bhriguvanshi | ۱٫۸                            |

| جایگاه | نام              | میانگین دفاع‌ها در هر بازی |
| ------ | ---------------- | ------------------------- |
| ۱      | حامد حدادی       | ۴٫۰                       |
| ۲      | Yi Jianlian      | ۲٫۴                       |
| ۳      | Dmitriy Gavrilov | ۱٫۵                       |
| ۴      | Joji Takeuchi    | ۱٫۲                       |
| ۵      | Kim Joo-sung     | ۱٫۱                       |
| ۶      | Mustafa El-Sayad | ۱٫۰                       |
| ۶      | Tseng Wen-ting   | ۱٫۰                       |
| ۸      | Ha Seung-jin     | ۱٫۰                       |
| ۹      | Isman Thoyib     | ۱٫۰                       |
| ۱۰     | Oh Se-keun       | ۰٫۹                       |